# Hutberg bei Fischbach
Der Hutberg bei Fischbach ist ein 20 Hektar großes zum Markt Kallmünz gehörendes Naturschutzgebiet bei Fischbach nordöstlich von Kallmünz im Landkreis Regensburg, Bayern.
Das Naturschutzgebiet umfasst die unbewaldete Südseite des Hutberges und bietet seltenen wärmeliebenden Lebensgemeinschaften ein Refugium. Der Großteil des Schutzgebietes gehört dem Bund Naturschutz in Bayern e.V.